# Рафік Халіш
Рафі́к Халі́ш (араб. رفيق حليش; нар. 2 вересня 1986, м. Алжир, Алжир) — алжирський футболіст, захисник.
У складі збірної — володар Кубка африканських націй 2019 року.

## Клубна кар'єра
У дорослому футболі дебютував 2006 року виступами за команду клубу «Хуссейн Дей», в якій провів один сезон, взявши участь у 44 матчах чемпіонату. 
Своєю грою за цю команду привернув увагу представників тренерського штабу лісабонської «Бенфіки», до складу якого приєднався 2007 року. Протягом сезону, проведеного в Лісабоні, лише епізодично виходив на поле, після чого був відданий в оренду до «Насьонала» (Фуншал), де провів два роки своєї кар'єри. 
Протягом 2010—2011 років був на контракті в англійському «Фулгемі», за який у чемпіонаті провів лише одну гру. З 2011 року три сезони знову грав у Португалії, де захищав кольори «Академіки» (Коїмбра). 
Згодом з 2014 по 2017 рік грав у Катарі за «Катар СК», після чого знову повернувся до Португалії, цього разу уклавши контракт з клубом «Ешторіл Прая».
До складу «Морейренсе» приєднався 2018 року. Станом на 22 липня 2019 року відіграв за клуб Морейра-де-Конегуш 22 матчі в національному чемпіонаті.

## Кар'єра в збірній
Дебютував у збірній Алжиру 31 травня 2008 року у матчі проти Сенегалу. Був учасником чемпіонаті світу 2010 року і чемпіонаті світу 2014 року. На обох мундіалях був основним захисником своєї збірної, взявши участь у всіх її матчах, а на другій з цих першостей світу навіть відзначився забитим голом у ворота Південної Кореї на груповому етапі.
Також брав участь у Кубку африканських націй 2010 і Кубку африканських націй 2013.
2019 року поїхав на свій третій Кубок африканських націй, на якому виходив на поле лише в одній грі групового етапу, а його команда завоювала другий в її історії титул чемпіона Африки.

## Титули і досягнення
- Володар Кубка африканських націй (1):

 Алжир: 2019